# Pokotus
Pokotus är en sjö i kommunen Kuusamo i landskapet Norra Österbotten i Finland. Sjön ligger 256 meter över havet. Den är 4,1 meter djup. Arean är 67 hektar och strandlinjen är 6,53 kilometer lång. Sjön  ingår i Ijo älvs huvudavrinningsområde.   Den ligger omkring 210 kilometer nordöst om Uleåborg och omkring 670 kilometer norr om Helsingfors. 